# Eilema elongata
Eilema elongata là một loài bướm đêm thuộc phân họ Arctiinae, họ Erebidae.